# 天宁寺 (南通)
32°01′21″N 120°51′32″E / 32.02250°N 120.85889°E
南通天宁寺位于中国江苏省南通市崇川区老城内中学堂街，2006年被列为第六批全国重点文物保护单位。
该寺始建于唐咸通年间，原称报恩光孝寺。五代后周显德年间建通州城时，即以报恩光孝寺和狼山连线为中轴线。北宋政和年间重建寺院。明天顺元年（1457年），英宗赐额天宁寺。清末张謇将大殿东侧改为学校，即今南通中学。建筑群坐北朝南，有山门、天王殿（金刚殿）、大雄之殿、藏经阁、三圣殿和光孝塔等建筑。大雄之殿面阔三间（16.45米），进深四间（16.45米），歇山顶，高18.3米，建筑风格为宋式。光孝塔又称支提塔，始建于唐，重修于宋，为八角五层楼阁式砖身木檐塔，高30.9米。寺内还有四株古银杏和两口明代古井。